# Mount Douglas (Viktorialand)
Mount Douglas ist ein 1750 m hoher und mustergültig pyramidenförmiger Berg im ostantarktischen Viktorialand. Er ragt im Entstehungsgebiet des Fry-Gletschers an der Wasserscheide zwischen Fry- und Mawson-Gletscher auf. 
Die neuseeländische Gruppe der Commonwealth Trans-Antarctic Expedition (1955–1958) errichtete auf dem Gipfel des Berges im Jahr 1957 eine Vermessungsstation. Benannt ist der Berg nach Murray H. Douglas, einem Mitglied der Gruppe.